# Bopping the Blues
Bopping the Blues è un album di Miles Davis, registrato il 18 ottobre 1946 e pubblicato nel 1987. La registrazione è stata effettuata dal Miles Davis Sextet più Earl Coleman e Ann Hathaway.

## Tracce
1. Don't Sing Me The Blues (Take 1) - 2:57
2. Don't Sing Me The Blues (Take 2) - 2:56
3. I've Always Got The Blues (Take 1 Incomplete) - 2:19
4. I've Always Got The Blues (Take 2) - 3:12
5. I've Always Got The Blues (Take 3) - 2:53
6. Don't Explain To Me Baby (Take 1) - 3:6
7. Don't Explain To Me Baby (Take 2) - 2:55
8. Don't Explain To Me Baby (Take 3) - 2:58
9. Don't Explain To Me Baby (Take 4) - 2:56
10. Baby, Won't You Make Up Your Mind (Take 1) - 2:59
11. Baby, Won't You Make Up Your Mind (Take 2) - 2:59
12. Baby, Won't You Make Up Your Mind (Take 3) - 3:12